# Copa Davis 2011
La Copa Davis 2011 es la 100.ª edición del torneo de tenis masculino más importante por naciones. Participan 16 equipos en el Grupo Mundial y más de cien en los diferentes grupos regionales.

## Movilidad entre grupos: 2010 a 2011
| Categoría | Categoría | Grupos | Grupos | Grupos | Grupos | Grupos | Grupos | Grupos | Grupos | Grupos | Grupos | Grupos | Grupos | Grupos | Grupos | Grupos | Grupos | Grupos | Grupos |
| --------- | --------- | --- | --- | --- | --- | --- | --- | --- | --- | --- | --- | --- | --- | --- | --- | --- | --- | --- | --- |
| 1.º       | 1.º       | Mundial 16 equipos \| Alemania \| Argentina \| Austria \| Bélgica \| Chile \| Croacia \| España \| Estados Unidos \| \| Francia \| India \| Kazajistán \| Rep. Checa \| Rumania \| Rusia \| Serbia \| Suecia \| \| -------- \| --------- \| ---------- \| ---------- \| ------- \| ------- \| ------ \| -------------- \| | Mundial 16 equipos \| Alemania \| Argentina \| Austria \| Bélgica \| Chile \| Croacia \| España \| Estados Unidos \| \| Francia \| India \| Kazajistán \| Rep. Checa \| Rumania \| Rusia \| Serbia \| Suecia \| \| -------- \| --------- \| ---------- \| ---------- \| ------- \| ------- \| ------ \| -------------- \| | Mundial 16 equipos \| Alemania \| Argentina \| Austria \| Bélgica \| Chile \| Croacia \| España \| Estados Unidos \| \| Francia \| India \| Kazajistán \| Rep. Checa \| Rumania \| Rusia \| Serbia \| Suecia \| \| -------- \| --------- \| ---------- \| ---------- \| ------- \| ------- \| ------ \| -------------- \| | Mundial 16 equipos \| Alemania \| Argentina \| Austria \| Bélgica \| Chile \| Croacia \| España \| Estados Unidos \| \| Francia \| India \| Kazajistán \| Rep. Checa \| Rumania \| Rusia \| Serbia \| Suecia \| \| -------- \| --------- \| ---------- \| ---------- \| ------- \| ------- \| ------ \| -------------- \| | Mundial 16 equipos \| Alemania \| Argentina \| Austria \| Bélgica \| Chile \| Croacia \| España \| Estados Unidos \| \| Francia \| India \| Kazajistán \| Rep. Checa \| Rumania \| Rusia \| Serbia \| Suecia \| \| -------- \| --------- \| ---------- \| ---------- \| ------- \| ------- \| ------ \| -------------- \| | Mundial 16 equipos \| Alemania \| Argentina \| Austria \| Bélgica \| Chile \| Croacia \| España \| Estados Unidos \| \| Francia \| India \| Kazajistán \| Rep. Checa \| Rumania \| Rusia \| Serbia \| Suecia \| \| -------- \| --------- \| ---------- \| ---------- \| ------- \| ------- \| ------ \| -------------- \| | Mundial 16 equipos \| Alemania \| Argentina \| Austria \| Bélgica \| Chile \| Croacia \| España \| Estados Unidos \| \| Francia \| India \| Kazajistán \| Rep. Checa \| Rumania \| Rusia \| Serbia \| Suecia \| \| -------- \| --------- \| ---------- \| ---------- \| ------- \| ------- \| ------ \| -------------- \| | Mundial 16 equipos \| Alemania \| Argentina \| Austria \| Bélgica \| Chile \| Croacia \| España \| Estados Unidos \| \| Francia \| India \| Kazajistán \| Rep. Checa \| Rumania \| Rusia \| Serbia \| Suecia \| \| -------- \| --------- \| ---------- \| ---------- \| ------- \| ------- \| ------ \| -------------- \| | Mundial 16 equipos \| Alemania \| Argentina \| Austria \| Bélgica \| Chile \| Croacia \| España \| Estados Unidos \| \| Francia \| India \| Kazajistán \| Rep. Checa \| Rumania \| Rusia \| Serbia \| Suecia \| \| -------- \| --------- \| ---------- \| ---------- \| ------- \| ------- \| ------ \| -------------- \| | Mundial 16 equipos \| Alemania \| Argentina \| Austria \| Bélgica \| Chile \| Croacia \| España \| Estados Unidos \| \| Francia \| India \| Kazajistán \| Rep. Checa \| Rumania \| Rusia \| Serbia \| Suecia \| \| -------- \| --------- \| ---------- \| ---------- \| ------- \| ------- \| ------ \| -------------- \| | Mundial 16 equipos \| Alemania \| Argentina \| Austria \| Bélgica \| Chile \| Croacia \| España \| Estados Unidos \| \| Francia \| India \| Kazajistán \| Rep. Checa \| Rumania \| Rusia \| Serbia \| Suecia \| \| -------- \| --------- \| ---------- \| ---------- \| ------- \| ------- \| ------ \| -------------- \| | Mundial 16 equipos \| Alemania \| Argentina \| Austria \| Bélgica \| Chile \| Croacia \| España \| Estados Unidos \| \| Francia \| India \| Kazajistán \| Rep. Checa \| Rumania \| Rusia \| Serbia \| Suecia \| \| -------- \| --------- \| ---------- \| ---------- \| ------- \| ------- \| ------ \| -------------- \| | Mundial 16 equipos \| Alemania \| Argentina \| Austria \| Bélgica \| Chile \| Croacia \| España \| Estados Unidos \| \| Francia \| India \| Kazajistán \| Rep. Checa \| Rumania \| Rusia \| Serbia \| Suecia \| \| -------- \| --------- \| ---------- \| ---------- \| ------- \| ------- \| ------ \| -------------- \| | Mundial 16 equipos \| Alemania \| Argentina \| Austria \| Bélgica \| Chile \| Croacia \| España \| Estados Unidos \| \| Francia \| India \| Kazajistán \| Rep. Checa \| Rumania \| Rusia \| Serbia \| Suecia \| \| -------- \| --------- \| ---------- \| ---------- \| ------- \| ------- \| ------ \| -------------- \| | Mundial 16 equipos \| Alemania \| Argentina \| Austria \| Bélgica \| Chile \| Croacia \| España \| Estados Unidos \| \| Francia \| India \| Kazajistán \| Rep. Checa \| Rumania \| Rusia \| Serbia \| Suecia \| \| -------- \| --------- \| ---------- \| ---------- \| ------- \| ------- \| ------ \| -------------- \| | Mundial 16 equipos \| Alemania \| Argentina \| Austria \| Bélgica \| Chile \| Croacia \| España \| Estados Unidos \| \| Francia \| India \| Kazajistán \| Rep. Checa \| Rumania \| Rusia \| Serbia \| Suecia \| \| -------- \| --------- \| ---------- \| ---------- \| ------- \| ------- \| ------ \| -------------- \| | Mundial 16 equipos \| Alemania \| Argentina \| Austria \| Bélgica \| Chile \| Croacia \| España \| Estados Unidos \| \| Francia \| India \| Kazajistán \| Rep. Checa \| Rumania \| Rusia \| Serbia \| Suecia \| \| -------- \| --------- \| ---------- \| ---------- \| ------- \| ------- \| ------ \| -------------- \| | Mundial 16 equipos \| Alemania \| Argentina \| Austria \| Bélgica \| Chile \| Croacia \| España \| Estados Unidos \| \| Francia \| India \| Kazajistán \| Rep. Checa \| Rumania \| Rusia \| Serbia \| Suecia \| \| -------- \| --------- \| ---------- \| ---------- \| ------- \| ------- \| ------ \| -------------- \| |
| 2.º       | 2.º       | Zona de Europa y África 1 11 equipos Eslovaquia Eslovenia Finlandia Israel Italia Países Bajos Polonia Portugal Sudáfrica Suiza Ucrania | Zona de Europa y África 1 11 equipos Eslovaquia Eslovenia Finlandia Israel Italia Países Bajos Polonia Portugal Sudáfrica Suiza Ucrania | Zona de Europa y África 1 11 equipos Eslovaquia Eslovenia Finlandia Israel Italia Países Bajos Polonia Portugal Sudáfrica Suiza Ucrania | Zona de Europa y África 1 11 equipos Eslovaquia Eslovenia Finlandia Israel Italia Países Bajos Polonia Portugal Sudáfrica Suiza Ucrania | Zona de Europa y África 1 11 equipos Eslovaquia Eslovenia Finlandia Israel Italia Países Bajos Polonia Portugal Sudáfrica Suiza Ucrania | Zona de Europa y África 1 11 equipos Eslovaquia Eslovenia Finlandia Israel Italia Países Bajos Polonia Portugal Sudáfrica Suiza Ucrania | Zona de Europa y África 1 11 equipos Eslovaquia Eslovenia Finlandia Israel Italia Países Bajos Polonia Portugal Sudáfrica Suiza Ucrania | Zona de Europa y África 1 11 equipos Eslovaquia Eslovenia Finlandia Israel Italia Países Bajos Polonia Portugal Sudáfrica Suiza Ucrania | Zona de Europa y África 1 11 equipos Eslovaquia Eslovenia Finlandia Israel Italia Países Bajos Polonia Portugal Sudáfrica Suiza Ucrania | Zona de Asia y Oceanía 1 7 equipos Australia China China Taipéi Filipinas Japón Nueva Zelanda Uzbekistán | Zona de América 1 6 equipos Brasil Canadá Colombia Ecuador México Uruguay | | | | | | | |
| 3.º       | 3.º       | Zona de Europa y África 2 16 equipos Bielorrusia Bosnia y Herzegovina Bulgaria Chipre Dinamarca Estonia Grecia Hungría Irlanda Letonia Lituania Luxemburgo Marruecos Mónaco Reino Unido Túnez | Zona de Europa y África 2 16 equipos Bielorrusia Bosnia y Herzegovina Bulgaria Chipre Dinamarca Estonia Grecia Hungría Irlanda Letonia Lituania Luxemburgo Marruecos Mónaco Reino Unido Túnez | Zona de Europa y África 2 16 equipos Bielorrusia Bosnia y Herzegovina Bulgaria Chipre Dinamarca Estonia Grecia Hungría Irlanda Letonia Lituania Luxemburgo Marruecos Mónaco Reino Unido Túnez | Zona de Europa y África 2 16 equipos Bielorrusia Bosnia y Herzegovina Bulgaria Chipre Dinamarca Estonia Grecia Hungría Irlanda Letonia Lituania Luxemburgo Marruecos Mónaco Reino Unido Túnez | Zona de Europa y África 2 16 equipos Bielorrusia Bosnia y Herzegovina Bulgaria Chipre Dinamarca Estonia Grecia Hungría Irlanda Letonia Lituania Luxemburgo Marruecos Mónaco Reino Unido Túnez | Zona de Europa y África 2 16 equipos Bielorrusia Bosnia y Herzegovina Bulgaria Chipre Dinamarca Estonia Grecia Hungría Irlanda Letonia Lituania Luxemburgo Marruecos Mónaco Reino Unido Túnez | Zona de Europa y África 2 16 equipos Bielorrusia Bosnia y Herzegovina Bulgaria Chipre Dinamarca Estonia Grecia Hungría Irlanda Letonia Lituania Luxemburgo Marruecos Mónaco Reino Unido Túnez | Zona de Europa y África 2 16 equipos Bielorrusia Bosnia y Herzegovina Bulgaria Chipre Dinamarca Estonia Grecia Hungría Irlanda Letonia Lituania Luxemburgo Marruecos Mónaco Reino Unido Túnez | Zona de Europa y África 2 16 equipos Bielorrusia Bosnia y Herzegovina Bulgaria Chipre Dinamarca Estonia Grecia Hungría Irlanda Letonia Lituania Luxemburgo Marruecos Mónaco Reino Unido Túnez | Zona de Asia y Oceanía 2 8 equipos Corea del Sur Hong Kong Indonesia Irán Océano Pacífico Pakistán Siria Tailandia | Zona de América 2 8 equipos Antillas Neerlandesas El Salvador (N) Haití Paraguay Perú Puerto Rico Rep. Dominicana Venezuela | | | | | | | |
| 4.º       | 4.º       | Zona de Europa 3 13 equipos Albania Andorra Armenia (N) Azerbaiyán Georgia Islandia Macedonia Malta Moldavia Montenegro Noruega San Marino Turquía | Zona de Europa 3 13 equipos Albania Andorra Armenia (N) Azerbaiyán Georgia Islandia Macedonia Malta Moldavia Montenegro Noruega San Marino Turquía | Zona de Europa 3 13 equipos Albania Andorra Armenia (N) Azerbaiyán Georgia Islandia Macedonia Malta Moldavia Montenegro Noruega San Marino Turquía | Zona de Europa 3 13 equipos Albania Andorra Armenia (N) Azerbaiyán Georgia Islandia Macedonia Malta Moldavia Montenegro Noruega San Marino Turquía | Zona de Europa 3 13 equipos Albania Andorra Armenia (N) Azerbaiyán Georgia Islandia Macedonia Malta Moldavia Montenegro Noruega San Marino Turquía | Zona de África 3 14 equipos Argelia Benín Camerún Congo Costa de Marfil Egipto (N) Gabón Ghana Kenia Madagascar Nigeria Ruanda (N) Zambia Zimbabue | Zona de África 3 14 equipos Argelia Benín Camerún Congo Costa de Marfil Egipto (N) Gabón Ghana Kenia Madagascar Nigeria Ruanda (N) Zambia Zimbabue | Zona de África 3 14 equipos Argelia Benín Camerún Congo Costa de Marfil Egipto (N) Gabón Ghana Kenia Madagascar Nigeria Ruanda (N) Zambia Zimbabue | Zona de África 3 14 equipos Argelia Benín Camerún Congo Costa de Marfil Egipto (N) Gabón Ghana Kenia Madagascar Nigeria Ruanda (N) Zambia Zimbabue | Zona de Asia y Oceanía 3 8 equipos Emiratos Árabes Kuwait Líbano Malasia Myanmar Omán Sri Lanka Vietnam | Zona de América 3 8 equipos Aruba Bahamas Barbados Bolivia Costa Rica Guatemala Honduras Jamaica | | | | | | | |
| 5.º       | 5.º       | | | | | | | | | | Zona de Asia y Oceanía 4 8 equipos Baréin Bangladés Catar Irak Jordania Kirguistán Singapur Turkmenistán | Zona de América 4 3 equipos Islas Vírgenes Panamá Trinidad y Toabgo | | | | | | | |
| Alemania  | Argentina | Austria | Bélgica | Chile | Croacia | España | Estados Unidos | | | | | | | | | | | | |
| Francia   | India     | Kazajistán | Rep. Checa | Rumania | Rusia | Serbia | Suecia | | | | | | | | | | | | |

## Grupo Mundial

### Repesca clasificatoria
Los partidos se celebraron entre el 17 y el 19 de septiembre de 2010.

### Equipos participantes en 2011
| Equipos participantes en el Grupo Mundial de 2011 | Equipos participantes en el Grupo Mundial de 2011 | Equipos participantes en el Grupo Mundial de 2011 | Equipos participantes en el Grupo Mundial de 2011 | Equipos participantes en el Grupo Mundial de 2011 | Equipos participantes en el Grupo Mundial de 2011 | Equipos participantes en el Grupo Mundial de 2011 | Equipos participantes en el Grupo Mundial de 2011 |
| Alemania                                          | Argentina                                         | Austria                                           | Bélgica                                           | Chile                                             | Croacia                                           | España                                            | Estados Unidos                                    |
| Francia                                           | India                                             | Kazajistán                                        | Rep. Checa                                        | Rumania                                           | Rusia                                             | Serbia                                            | Suecia                                            |
| ------------------------------------------------- | ------------------------------------------------- | ------------------------------------------------- | ------------------------------------------------- | ------------------------------------------------- | ------------------------------------------------- | ------------------------------------------------- | ------------------------------------------------- |

### Sorteo
- El sorteo del Grupo Mundial para la Copa Davis 2011 se realizó el 22 de septiembre del 2010 en la ciudad de Bruselas en Bélgica a las 12:30 hora local (10:30 GMT).

Cabezas de serie
| 1. Serbia 2. Francia 3. España 4. República Checa | 1. Argentina 2. Estados Unidos 3. Rusia 4. Croacia |

### Eliminatorias
|  | Octavos de final    | Octavos de final |                    |   | Cuartos de final | Cuartos de final |  |  | Semifinales         | Semifinales         |  |  | Final            | Final            |
|  | 4-6 de marzo        | 4-6 de marzo     |                    |   | 7-10 de julio    | 7-10 de julio    |  |  | 16-18 de septiembre | 16-18 de septiembre |  |  | 2-4 de diciembre | 2-4 de diciembre |
|  |                     |                  |                    |   |                  |                  |  |  |                     |                     |  |  |                  |                  |
|  |                     |                  |                    |   |                  |                  |  |  |                     |                     |  |  |                  |                  |
|  |                     |                  |                    |   |                  |                  |  |  |                     |                     |  |  |                  |                  |
|  | Serbia (1)          | 4                |                    |   |                  |                  |  |  |                     |                     |  |  |                  |                  |
|  | Serbia (1)          | 4                |                    |   |                  |                  |  |  |                     |                     |  |  |                  |                  |
|  | India               | 1                |                    |   |                  |                  |  |  |                     |                     |  |  |                  |                  |
|  | India               | 1                | Serbia (1)         | 4 |                  |                  |  |  |                     |                     |  |  |                  |                  |
|  |                     |                  |                    | 4 |                  |                  |  |  |                     |                     |  |  |                  |                  |
|  |                     | Suecia           | 1                  |   |                  |                  |  |  |                     |                     |  |  |                  |                  |
|  | Rusia (7)           | Suecia           | 1                  | 2 |                  |                  |  |  |                     |                     |  |  |                  |                  |
|  | Rusia (7)           |                  |                    | 2 |                  |                  |  |  |                     |                     |  |  |                  |                  |
|  | Suecia              | 3                |                    |   |                  |                  |  |  |                     |                     |  |  |                  |                  |
|  | Suecia              | 3                | Serbia (1)         | 2 |                  |                  |  |  |                     |                     |  |  |                  |                  |
|  |                     |                  |                    | 2 |                  |                  |  |  |                     |                     |  |  |                  |                  |
|  |                     | Argentina (5)    | 3                  |   |                  |                  |  |  |                     |                     |  |  |                  |                  |
|  | República Checa (4) | Argentina (5)    | 3                  | 2 |                  |                  |  |  |                     |                     |  |  |                  |                  |
|  | República Checa (4) |                  |                    | 2 |                  |                  |  |  |                     |                     |  |  |                  |                  |
|  | Kazajistán          | 3                |                    |   |                  |                  |  |  |                     |                     |  |  |                  |                  |
|  | Kazajistán          | 3                | Kazajistán         | 0 |                  |                  |  |  |                     |                     |  |  |                  |                  |
|  |                     |                  |                    | 0 |                  |                  |  |  |                     |                     |  |  |                  |                  |
|  |                     | Argentina (5)    | 5                  |   |                  |                  |  |  |                     |                     |  |  |                  |                  |
|  | Argentina (5)       | Argentina (5)    | 5                  | 4 |                  |                  |  |  |                     |                     |  |  |                  |                  |
|  | Argentina (5)       |                  |                    | 4 |                  |                  |  |  |                     |                     |  |  |                  |                  |
|  | Rumania             | 1                |                    |   |                  |                  |  |  |                     |                     |  |  |                  |                  |
|  | Rumania             | 1                | Argentina (5)      | 1 |                  |                  |  |  |                     |                     |  |  |                  |                  |
|  |                     |                  |                    | 1 |                  |                  |  |  |                     |                     |  |  |                  |                  |
|  |                     | España (3)       | 3                  |   |                  |                  |  |  |                     |                     |  |  |                  |                  |
|  | Chile               | España (3)       | 3                  | 1 |                  |                  |  |  |                     |                     |  |  |                  |                  |
|  | Chile               |                  |                    | 1 |                  |                  |  |  |                     |                     |  |  |                  |                  |
|  | Estados Unidos (6)  | 4                |                    |   |                  |                  |  |  |                     |                     |  |  |                  |                  |
|  | Estados Unidos (6)  | 4                | Estados Unidos (6) | 1 |                  |                  |  |  |                     |                     |  |  |                  |                  |
|  |                     |                  |                    | 1 |                  |                  |  |  |                     |                     |  |  |                  |                  |
|  |                     | España (3)       | 3                  |   |                  |                  |  |  |                     |                     |  |  |                  |                  |
|  | Bélgica             | España (3)       | 3                  | 1 |                  |                  |  |  |                     |                     |  |  |                  |                  |
|  | Bélgica             |                  |                    | 1 |                  |                  |  |  |                     |                     |  |  |                  |                  |
|  | España (3)          | 4                |                    |   |                  |                  |  |  |                     |                     |  |  |                  |                  |
|  | España (3)          | 4                | España (3)         | 4 |                  |                  |  |  |                     |                     |  |  |                  |                  |
|  |                     |                  |                    | 4 |                  |                  |  |  |                     |                     |  |  |                  |                  |
|  |                     | Francia (2)      | 1                  |   |                  |                  |  |  |                     |                     |  |  |                  |                  |
|  | Alemania            | Francia (2)      | 1                  | 3 |                  |                  |  |  |                     |                     |  |  |                  |                  |
|  | Alemania            |                  |                    | 3 |                  |                  |  |  |                     |                     |  |  |                  |                  |
|  | Croacia (8)         | 2                |                    |   |                  |                  |  |  |                     |                     |  |  |                  |                  |
|  | Croacia (8)         | 2                | Alemania           | 1 |                  |                  |  |  |                     |                     |  |  |                  |                  |
|  |                     |                  |                    | 1 |                  |                  |  |  |                     |                     |  |  |                  |                  |
|  |                     | Francia (2)      | 4                  |   |                  |                  |  |  |                     |                     |  |  |                  |                  |
|  | Austria             | Francia (2)      | 4                  | 2 |                  |                  |  |  |                     |                     |  |  |                  |                  |
|  | Austria             |                  |                    | 2 |                  |                  |  |  |                     |                     |  |  |                  |                  |
|  | Francia (2)         | 3                |                    |   |                  |                  |  |  |                     |                     |  |  |                  |                  |
|  | Francia (2)         | 3                |                    |   |                  |                  |  |  |                     |                     |  |  |                  |                  |

- En cursiva equipos que juegan de local.
- Los perdedores de la primera ronda, juegan contra los que clasifican en el grupo mundial.
- (s) Entre paréntesis indica el número en el que la selección fue cabeza de serie.

#### Octavos de final
| | Bandera de Serbia   | Serbia                           | 4 | 1 | India | Bandera de la India |   |
| --- | ------------------- | -------------------------------- | - | - | ----- | ------------------- | - |
| Spens Sports Center, Novi Sad, Serbia 4 al 6 de marzo de 2011 |                     |                                  |   |   |       |                     |   |
| \| 1 \| \| Viktor Troicki \| 6 \| 6 \| 5 \| 3 \| 6 \| \| 1 \| \| Rohan Bopanna \| 3 \| 3 \| 7 \| 6 \| 3 \| \| 2 \| \| Janko Tipsarević \| 5 \| 5 \| 63 \| \| \| \| 2 \| \| Somdev Devvarman \| 7 \| 7 \| 7 \| \| \| \| 3 \| \| Ilija Bozoljac - Nenad Zimonjić \| 4 \| 6 \| 6 \| 7 \| \| \| 3 \| \| Rohan Bopanna - Somdev Devvarman \| 6 \| 3 \| 4 \| 610 \| \| \| 4 \| \| Viktor Troicki \| 6 \| 6 \| 7 \| \| \| \| 4 \| \| Somdev Devvarman \| 4 \| 2 \| 5 \| \| \| \| 5 \| \| Janko Tipsarević \| 6 \| 6 \| \| \| \| \| 5 \| \| Karan Rastogi \| 0 \| 1 \| \| \| \| |                     |                                  |   |   |       |                     |   |
| 1 | Bandera de Serbia   | Viktor Troicki                   | 6 | 6 | 5     | 3                   | 6 |
| 1 | Bandera de la India | Rohan Bopanna                    | 3 | 3 | 7     | 6                   | 3 |
| 2 | Bandera de Serbia   | Janko Tipsarević                 | 5 | 5 | 63    |                     |   |
| 2 | Bandera de la India | Somdev Devvarman                 | 7 | 7 | 7     |                     |   |
| 3 | Bandera de Serbia   | Ilija Bozoljac - Nenad Zimonjić  | 4 | 6 | 6     | 7                   |   |
| 3 | Bandera de la India | Rohan Bopanna - Somdev Devvarman | 6 | 3 | 4     | 610                 |   |
| 4 | Bandera de Serbia   | Viktor Troicki                   | 6 | 6 | 7     |                     |   |
| 4 | Bandera de la India | Somdev Devvarman                 | 4 | 2 | 5     |                     |   |
| 5 | Bandera de Serbia   | Janko Tipsarević                 | 6 | 6 |       |                     |   |
| 5 | Bandera de la India | Karan Rastogi                    | 0 | 1 |       |                     |   |

| | Bandera de Suecia | Suecia                           | 3  | 2  | Rusia | Bandera de Rusia |  |
| --- | ----------------- | -------------------------------- | -- | -- | ----- | ---------------- |  |
| Borashallen, Borås, Suecia 4 al 6 de marzo de 2011 |                   |                                  |    |    |       |                  |  |
| \| 1 \| \| Robin Söderling \| 6 \| 6 \| 6 \| \| \| \| 1 \| \| Ígor Andréyev \| 3 \| 3 \| 1 \| \| \| \| 2 \| \| Joachim Johansson \| 6 \| 7 \| 6 \| \| \| \| 2 \| \| Teimuraz Gabashvili \| 3 \| 64 \| 4 \| \| \| \| 3 \| \| Simon Aspelin - Robert Lindstedt \| 6 \| 6 \| 7 \| 6 \| \| \| 3 \| \| Ígor Kunitsyn - Dmitri Tursúnov \| 4 \| 7 \| 6 \| 2 \| \| \| 4 \| \| Simon Aspelin \| 5 \| 2 \| \| \| \| \| 4 \| \| Dmitri Tursúnov \| 7 \| 6 \| \| \| \| \| 5 \| \| Joachim Johansson \| 68 \| 4 \| \| \| \| \| 5 \| \| Ígor Andréyev \| 7 \| 6 \| \| \| \| |                   |                                  |    |    |       |                  |  |
| 1 | Bandera de Suecia | Robin Söderling                  | 6  | 6  | 6     |                  |  |
| 1 | Bandera de Rusia  | Ígor Andréyev                    | 3  | 3  | 1     |                  |  |
| 2 | Bandera de Suecia | Joachim Johansson                | 6  | 7  | 6     |                  |  |
| 2 | Bandera de Rusia  | Teimuraz Gabashvili              | 3  | 64 | 4     |                  |  |
| 3 | Bandera de Suecia | Simon Aspelin - Robert Lindstedt | 6  | 6  | 7     | 6                |  |
| 3 | Bandera de Rusia  | Ígor Kunitsyn - Dmitri Tursúnov  | 4  | 7  | 6     | 2                |  |
| 4 | Bandera de Suecia | Simon Aspelin                    | 5  | 2  |       |                  |  |
| 4 | Bandera de Rusia  | Dmitri Tursúnov                  | 7  | 6  |       |                  |  |
| 5 | Bandera de Suecia | Joachim Johansson                | 68 | 4  |       |                  |  |
| 5 | Bandera de Rusia  | Ígor Andréyev                    | 7  | 6  |       |                  |  |

| | Bandera de República Checa | República Checa                   | 2  | 3  | Kazajistán | Bandera de Kazajistán |   |
| --- | -------------------------- | --------------------------------- | -- | -- | ---------- | --------------------- | - |
| CEZ Arena, Ostrava, República Checa 4 al 6 de marzo de 2011 |                            |                                   |    |    |            |                       |   |
| \| 1 \| \| Jan Hajek \| 64 \| 7 \| 6 \| 64 \| 3 \| \| 1 \| \| Andréi Golúbev \| 7 \| 63 \| 1 \| 7 \| 6 \| \| 2 \| \| Tomáš Berdych \| 7 \| 6 \| 6 \| \| \| \| 2 \| \| Mijaíl Kukushkin \| 65 \| 2 \| 3 \| \| \| \| 3 \| \| Lukáš Dlouhý - Tomáš Berdych \| 6 \| 6 \| 7 \| \| \| \| 3 \| \| Yevgueni Koroliov - Yuri Shchukin \| 4 \| 4 \| 64 \| \| \| \| 4 \| \| Tomáš Berdych \| 5 \| 7 \| 4 \| 2 \| \| \| 4 \| \| Andréi Golúbev \| 7 \| 5 \| 6 \| 6 \| \| \| 5 \| \| Jan Hajek \| 4 \| 7 \| 68 \| 0 \| \| \| 5 \| \| Mijaíl Kukushkin \| 6 \| 64 \| 7 \| 6 \| \| |                            |                                   |    |    |            |                       |   |
| 1 | Bandera de República Checa | Jan Hajek                         | 64 | 7  | 6          | 64                    | 3 |
| 1 | Bandera de Kazajistán      | Andréi Golúbev                    | 7  | 63 | 1          | 7                     | 6 |
| 2 | Bandera de República Checa | Tomáš Berdych                     | 7  | 6  | 6          |                       |   |
| 2 | Bandera de Kazajistán      | Mijaíl Kukushkin                  | 65 | 2  | 3          |                       |   |
| 3 | Bandera de República Checa | Lukáš Dlouhý - Tomáš Berdych      | 6  | 6  | 7          |                       |   |
| 3 | Bandera de Kazajistán      | Yevgueni Koroliov - Yuri Shchukin | 4  | 4  | 64         |                       |   |
| 4 | Bandera de República Checa | Tomáš Berdych                     | 5  | 7  | 4          | 2                     |   |
| 4 | Bandera de Kazajistán      | Andréi Golúbev                    | 7  | 5  | 6          | 6                     |   |
| 5 | Bandera de República Checa | Jan Hajek                         | 4  | 7  | 68         | 0                     |   |
| 5 | Bandera de Kazajistán      | Mijaíl Kukushkin                  | 6  | 64 | 7          | 6                     |   |

| | Bandera de Argentina | Argentina                            | 4  | 1  | Rumania | Bandera de Rumania |  |
| --- | -------------------- | ------------------------------------ | -- | -- | ------- | ------------------ |  |
| Estadio Mary Terán de Weiss, Buenos Aires, Argentina 4 al 6 de marzo de 2011 |                      |                                      |    |    |         |                    |  |
| \| 1 \| \| David Nalbandian \| 6 \| 6 \| 5 \| 6 \| \| \| 1 \| \| Adrian Ungur \| 3 \| 2 \| 7 \| 4 \| \| \| 2 \| \| Juan Mónaco \| 7 \| 1 \| 6 \| 6 \| \| \| 2 \| \| Victor Hănescu \| 65 \| 6 \| 1 \| 1 \| \| \| 3 \| \| Juan Ignacio Chela - Eduardo Schwank \| 6 \| 7 \| 6 \| \| \| \| 3 \| \| Victor Hănescu - Horia Tecau \| 2 \| 68 \| 1 \| \| \| \| 4 \| \| Eduardo Schwank \| 7 \| 6 \| \| \| \| \| 4 \| \| Victor Crivoi \| 63 \| 2 \| \| \| \| \| 5 \| \| Juan Mónaco \| 4 \| 6 \| 3 \| \| \| \| 5 \| \| Adrian Ungur \| 6 \| 2 \| 6 \| \| \| |                      |                                      |    |    |         |                    |  |
| 1 | Bandera de Argentina | David Nalbandian                     | 6  | 6  | 5       | 6                  |  |
| 1 | Bandera de Rumania   | Adrian Ungur                         | 3  | 2  | 7       | 4                  |  |
| 2 | Bandera de Argentina | Juan Mónaco                          | 7  | 1  | 6       | 6                  |  |
| 2 | Bandera de Rumania   | Victor Hănescu                       | 65 | 6  | 1       | 1                  |  |
| 3 | Bandera de Argentina | Juan Ignacio Chela - Eduardo Schwank | 6  | 7  | 6       |                    |  |
| 3 | Bandera de Rumania   | Victor Hănescu - Horia Tecau         | 2  | 68 | 1       |                    |  |
| 4 | Bandera de Argentina | Eduardo Schwank                      | 7  | 6  |         |                    |  |
| 4 | Bandera de Rumania   | Victor Crivoi                        | 63 | 2  |         |                    |  |
| 5 | Bandera de Argentina | Juan Mónaco                          | 4  | 6  | 3       |                    |  |
| 5 | Bandera de Rumania   | Adrian Ungur                         | 6  | 2  | 6       |                    |  |

| | Bandera de Chile          | Chile                         | 1  | 4  | Estados Unidos | Bandera de Estados Unidos |   |
| --- | ------------------------- | ----------------------------- | -- | -- | -------------- | ------------------------- | - |
| Estadio Nacional, Santiago, Chile 4 al 6 de marzo de 2011 |                           |                               |    |    |                |                           |   |
| \| 1 \| \| Nicolás Massú \| 2 \| 6 \| 3 \| 4 \| \| \| 1 \| \| Andy Roddick \| 6 \| 4 \| 6 \| 6 \| \| \| 2 \| \| Paul Capdeville \| 65 \| 62 \| 7 \| 7 \| 6 \| \| 2 \| \| John Isner \| 7 \| 7 \| 63 \| 64 \| 4 \| \| 3 \| \| Jorge Aguilar - Nicolás Massú \| 3 \| 3 \| 64 \| \| \| \| 3 \| \| Bob Bryan - Mike Bryan \| 6 \| 6 \| 7 \| \| \| \| 4 \| \| Paul Capdeville \| 6 \| 62 \| 3 \| 3 \| \| \| 4 \| \| Andy Roddick \| 3 \| 7 \| 6 \| 6 \| \| \| 5 \| \| Guillermo Rivera \| 3 \| 7 \| 5 \| \| \| \| 5 \| \| John Isner \| 6 \| 64 \| 7 \| \| \| |                           |                               |    |    |                |                           |   |
| 1 | Bandera de Chile          | Nicolás Massú                 | 2  | 6  | 3              | 4                         |   |
| 1 | Bandera de Estados Unidos | Andy Roddick                  | 6  | 4  | 6              | 6                         |   |
| 2 | Bandera de Chile          | Paul Capdeville               | 65 | 62 | 7              | 7                         | 6 |
| 2 | Bandera de Estados Unidos | John Isner                    | 7  | 7  | 63             | 64                        | 4 |
| 3 | Bandera de Chile          | Jorge Aguilar - Nicolás Massú | 3  | 3  | 64             |                           |   |
| 3 | Bandera de Estados Unidos | Bob Bryan - Mike Bryan        | 6  | 6  | 7              |                           |   |
| 4 | Bandera de Chile          | Paul Capdeville               | 6  | 62 | 3              | 3                         |   |
| 4 | Bandera de Estados Unidos | Andy Roddick                  | 3  | 7  | 6              | 6                         |   |
| 5 | Bandera de Chile          | Guillermo Rivera              | 3  | 7  | 5              |                           |   |
| 5 | Bandera de Estados Unidos | John Isner                    | 6  | 64 | 7              |                           |   |

| | Bandera de Bélgica | Bélgica                             | 1  | 4 | España | Bandera de España |  |
| --- | ------------------ | ----------------------------------- | -- | - | ------ | ----------------- |  |
| Spiroudome, Charleroi, Bélgica 4 al 6 de marzo de 2011 |                    |                                     |    |   |        |                   |  |
| \| 1 \| \| Xavier Malisse \| 4 \| 3 \| 1 \| \| \| \| 1 \| \| Fernando Verdasco \| 6 \| 6 \| 6 \| \| \| \| 2 \| \| Ruben Bemelmans \| 2 \| 4 \| 2 \| \| \| \| 2 \| \| Rafael Nadal \| 6 \| 6 \| 6 \| \| \| \| 3 \| \| Steve Darcis - Oliver Rochus \| 60 \| 4 \| 3 \| \| \| \| 3 \| \| Feliciano López - Fernando Verdasco \| 7 \| 6 \| 6 \| \| \| \| 4 \| \| Oliver Rochus \| 4 \| 2 \| \| \| \| \| 4 \| \| Rafael Nadal \| 6 \| 6 \| \| \| \| \| 5 \| \| Steve Darcis \| 64 \| 7 \| 7 \| \| \| \| 5 \| \| Feliciano López \| 7 \| 6 \| 63 \| \| \| |                    |                                     |    |   |        |                   |  |
| 1 | Bandera de Bélgica | Xavier Malisse                      | 4  | 3 | 1      |                   |  |
| 1 | Bandera de España  | Fernando Verdasco                   | 6  | 6 | 6      |                   |  |
| 2 | Bandera de Bélgica | Ruben Bemelmans                     | 2  | 4 | 2      |                   |  |
| 2 | Bandera de España  | Rafael Nadal                        | 6  | 6 | 6      |                   |  |
| 3 | Bandera de Bélgica | Steve Darcis - Oliver Rochus        | 60 | 4 | 3      |                   |  |
| 3 | Bandera de España  | Feliciano López - Fernando Verdasco | 7  | 6 | 6      |                   |  |
| 4 | Bandera de Bélgica | Oliver Rochus                       | 4  | 2 |        |                   |  |
| 4 | Bandera de España  | Rafael Nadal                        | 6  | 6 |        |                   |  |
| 5 | Bandera de Bélgica | Steve Darcis                        | 64 | 7 | 7      |                   |  |
| 5 | Bandera de España  | Feliciano López                     | 7  | 6 | 63     |                   |  |

| | Bandera de Croacia  | Croacia                              | 2 | 3  | Alemania | Bandera de Alemania |   |
| --- | ------------------- | ------------------------------------ | - | -- | -------- | ------------------- | - |
| Dom Sportova, Zagreb, Croacia 4 al 6 de marzo de 2011 |                     |                                      |   |    |          |                     |   |
| \| 1 \| \| Marin Čilić \| 4 \| 6 \| 4 \| 6 \| 6 \| \| 1 \| \| Florian Mayer \| 6 \| 0 \| 6 \| 3 \| 1 \| \| 2 \| \| Ivan Dodig \| 4 \| 6 \| 6 \| 6 \| 4 \| \| 2 \| \| Philipp Kohlschreiber \| 6 \| 3 \| 4 \| 7 \| 6 \| \| 3 \| \| Ivan Dodig - Ivo Karlović \| 3 \| 6 \| 7 \| 3 \| 4 \| \| 3 \| \| Christopher Kas - Philipp Petzschner \| 6 \| 3 \| 5 \| 6 \| 6 \| \| 4 \| \| Marin Čilić \| 6 \| 6 \| 7 \| \| \| \| 4 \| \| Philipp Kohlschreiber \| 2 \| 3 \| 6 \| \| \| \| 5 \| \| Ivo Karlović \| 4 \| 63 \| 65 \| \| \| \| 5 \| \| Philipp Petzschner \| 6 \| 7 \| 7 \| \| \| |                     |                                      |   |    |          |                     |   |
| 1 | Bandera de Croacia  | Marin Čilić                          | 4 | 6  | 4        | 6                   | 6 |
| 1 | Bandera de Alemania | Florian Mayer                        | 6 | 0  | 6        | 3                   | 1 |
| 2 | Bandera de Croacia  | Ivan Dodig                           | 4 | 6  | 6        | 6                   | 4 |
| 2 | Bandera de Alemania | Philipp Kohlschreiber                | 6 | 3  | 4        | 7                   | 6 |
| 3 | Bandera de Croacia  | Ivan Dodig - Ivo Karlović            | 3 | 6  | 7        | 3                   | 4 |
| 3 | Bandera de Alemania | Christopher Kas - Philipp Petzschner | 6 | 3  | 5        | 6                   | 6 |
| 4 | Bandera de Croacia  | Marin Čilić                          | 6 | 6  | 7        |                     |   |
| 4 | Bandera de Alemania | Philipp Kohlschreiber                | 2 | 3  | 6        |                     |   |
| 5 | Bandera de Croacia  | Ivo Karlović                         | 4 | 63 | 65       |                     |   |
| 5 | Bandera de Alemania | Philipp Petzschner                   | 6 | 7  | 7        |                     |   |

| | Bandera de Austria | Austria                           | 2  | 3  | Francia | Bandera de Francia |   |
| --- | ------------------ | --------------------------------- | -- | -- | ------- | ------------------ | - |
| Aeropuerto de Viena Hangar 3 , Vienna, Austria 4 al 6 de marzo de 2011 |                    |                                   |    |    |         |                    |   |
| \| 1 \| \| Jürgen Melzer \| 5 \| 4 \| 5 \| \| \| \| 1 \| \| Jérémy Chardy \| 7 \| 6 \| 7 \| \| \| \| 2 \| \| Stefan Koubek \| 0 \| 2 \| 3 \| \| \| \| 2 \| \| Gilles Simon \| 6 \| 6 \| 6 \| \| \| \| 3 \| \| Oliver Marach - Jürgen Melzer \| 6 \| 3 \| 6 \| 6 \| \| \| 3 \| \| Julien Benneteau - Michaël Llodra \| 4 \| 6 \| 3 \| 4 \| \| \| 4 \| \| Jürgen Melzer \| 7 \| 3 \| 1 \| 6 \| 6 \| \| 4 \| \| Gilles Simon \| 67 \| 6 \| 6 \| 4 \| 0 \| \| 5 \| \| Martin Fisher \| 6 \| 64 \| 3 \| 3 \| \| \| 5 \| \| Jérémy Chardy \| 2 \| 7 \| 6 \| 6 \| \| |                    |                                   |    |    |         |                    |   |
| 1 | Bandera de Austria | Jürgen Melzer                     | 5  | 4  | 5       |                    |   |
| 1 | Bandera de Francia | Jérémy Chardy                     | 7  | 6  | 7       |                    |   |
| 2 | Bandera de Austria | Stefan Koubek                     | 0  | 2  | 3       |                    |   |
| 2 | Bandera de Francia | Gilles Simon                      | 6  | 6  | 6       |                    |   |
| 3 | Bandera de Austria | Oliver Marach - Jürgen Melzer     | 6  | 3  | 6       | 6                  |   |
| 3 | Bandera de Francia | Julien Benneteau - Michaël Llodra | 4  | 6  | 3       | 4                  |   |
| 4 | Bandera de Austria | Jürgen Melzer                     | 7  | 3  | 1       | 6                  | 6 |
| 4 | Bandera de Francia | Gilles Simon                      | 67 | 6  | 6       | 4                  | 0 |
| 5 | Bandera de Austria | Martin Fisher                     | 6  | 64 | 3       | 3                  |   |
| 5 | Bandera de Francia | Jérémy Chardy                     | 2  | 7  | 6       | 6                  |   |

#### Cuartos de final
| | Bandera de Suecia | Suecia                           | 1 | 4  | Serbia | Bandera de Serbia |  |
| --- | ----------------- | -------------------------------- | - | -- | ------ | ----------------- |  |
| Halmstad Arena, Halmstad, Suecia 8 al 10 de julio de 2011 |                   |                                  |   |    |        |                   |  |
| \| 1 \| \| Michael Ryderstedt \| 3 \| 1 \| 7 \| 5 \| \| \| 1 \| \| Victor Troicki \| 6 \| 6 \| 6 \| 7 \| \| \| 2 \| \| Ervin Eleskovic \| 2 \| 0 \| R \| \| \| \| 2 \| \| Janko Tipsarević \| 6 \| 1 \| \| \| \| \| 3 \| \| Simon Aspelin - Robert Lindstedt \| 6 \| 7 \| 7 \| \| \| \| 3 \| \| Novak Djokovic - Nenad Zimonjic \| 4 \| 65 \| 5 \| \| \| \| 4 \| \| Michael Ryderstedt \| 2 \| 5 \| 3 \| \| \| \| 4 \| \| Janko Tipsarević \| 6 \| 7 \| 6 \| \| \| \| 5 \| \| Robert Lindstedt \| 6 \| 4 \| R \| \| \| \| 5 \| \| Victor Troicki \| 3 \| 6 \| \| \| \| |                   |                                  |   |    |        |                   |  |
| 1 | Bandera de Suecia | Michael Ryderstedt               | 3 | 1  | 7      | 5                 |  |
| 1 | Bandera de Serbia | Victor Troicki                   | 6 | 6  | 6      | 7                 |  |
| 2 | Bandera de Suecia | Ervin Eleskovic                  | 2 | 0  | R      |                   |  |
| 2 | Bandera de Serbia | Janko Tipsarević                 | 6 | 1  |        |                   |  |
| 3 | Bandera de Suecia | Simon Aspelin - Robert Lindstedt | 6 | 7  | 7      |                   |  |
| 3 | Bandera de Serbia | Novak Djokovic - Nenad Zimonjic  | 4 | 65 | 5      |                   |  |
| 4 | Bandera de Suecia | Michael Ryderstedt               | 2 | 5  | 3      |                   |  |
| 4 | Bandera de Serbia | Janko Tipsarević                 | 6 | 7  | 6      |                   |  |
| 5 | Bandera de Suecia | Robert Lindstedt                 | 6 | 4  | R      |                   |  |
| 5 | Bandera de Serbia | Victor Troicki                   | 3 | 6  |        |                   |  |

| | Bandera de Argentina  | Argentina                            | 5 | 0 | Kazajistán | Bandera de Kazajistán |  |
| --- | --------------------- | ------------------------------------ | - | - | ---------- | --------------------- |  |
| Parque Roca, Buenos Aires , Argentina 7 al 9 de julio de 2011 |                       |                                      |   |   |            |                       |  |
| \| 1 \| \| Juan Mónaco \| 6 \| 6 \| 6 \| \| \| \| 1 \| \| Andrey Golubev \| 3 \| 0 \| 4 \| \| \| \| 2 \| \| Juan Martin Del Potro \| 6 \| 6 \| 6 \| \| \| \| 2 \| \| Mikhail Kukushkin \| 2 \| 1 \| 2 \| \| \| \| 3 \| \| Juan Ignacio Chela - Eduardo Schwank \| 6 \| 6 \| 7 \| \| \| \| 3 \| \| Yevgueni Koroliov - Yuri Schukin \| 3 \| 2 \| 5 \| \| \| \| 4 \| \| Juan Ignacio Chela \| 2 \| 6 \| 6 \| \| \| \| 4 \| \| Yevgueni Koroliov \| 6 \| 2 \| 0 \| \| \| \| 5 \| \| Juan Mónaco \| 6 \| 6 \| \| \| \| \| 5 \| \| Mikhail Kukushkin \| 4 \| 1 \| \| \| \| |                       |                                      |   |   |            |                       |  |
| 1 | Bandera de Argentina  | Juan Mónaco                          | 6 | 6 | 6          |                       |  |
| 1 | Bandera de Kazajistán | Andrey Golubev                       | 3 | 0 | 4          |                       |  |
| 2 | Bandera de Argentina  | Juan Martin Del Potro                | 6 | 6 | 6          |                       |  |
| 2 | Bandera de Kazajistán | Mikhail Kukushkin                    | 2 | 1 | 2          |                       |  |
| 3 | Bandera de Argentina  | Juan Ignacio Chela - Eduardo Schwank | 6 | 6 | 7          |                       |  |
| 3 | Bandera de Kazajistán | Yevgueni Koroliov - Yuri Schukin     | 3 | 2 | 5          |                       |  |
| 4 | Bandera de Argentina  | Juan Ignacio Chela                   | 2 | 6 | 6          |                       |  |
| 4 | Bandera de Kazajistán | Yevgueni Koroliov                    | 6 | 2 | 0          |                       |  |
| 5 | Bandera de Argentina  | Juan Mónaco                          | 6 | 6 |            |                       |  |
| 5 | Bandera de Kazajistán | Mikhail Kukushkin                    | 4 | 1 |            |                       |  |

| | Bandera de Estados Unidos | Estados Unidos                        | 1  | 3  | España | Bandera de España |   |
| --- | ------------------------- | ------------------------------------- | -- | -- | ------ | ----------------- | - |
| Austin, Texas, Estados Unidos 8 al 10 de julio de 2011 |                           |                                       |    |    |        |                   |   |
| \| 1 \| \| Mardy Fish \| 4 \| 6 \| 3 \| 7 \| 6 \| \| 1 \| \| Feliciano López \| 6 \| 3 \| 6 \| 62 \| 8 \| \| 2 \| \| Andy Roddick \| 69 \| 5 \| 3 \| \| \| \| 2 \| \| David Ferrer \| 7 \| 7 \| 6 \| \| \| \| 3 \| \| Bob Bryan - Mike Bryan \| 63 \| 6 \| 6 \| 6 \| \| \| 3 \| \| Marcel Granollers - Fernando Verdasco \| 7 \| 4 \| 4 \| 4 \| \| \| 4 \| \| Mardy Fish \| 5 \| 63 \| 7 \| 65 \| \| \| 4 \| \| David Ferrer \| 7 \| 7 \| 5 \| 7 \| \| \| 5 \| \| Andy Roddick \| \| \| \| \| \| \| 5 \| Feliciano Lopez \| \| \| \| \| \| \| |                           |                                       |    |    |        |                   |   |
| 1 | Bandera de Estados Unidos | Mardy Fish                            | 4  | 6  | 3      | 7                 | 6 |
| 1 | Bandera de España         | Feliciano López                       | 6  | 3  | 6      | 62                | 8 |
| 2 | Bandera de Estados Unidos | Andy Roddick                          | 69 | 5  | 3      |                   |   |
| 2 | Bandera de España         | David Ferrer                          | 7  | 7  | 6      |                   |   |
| 3 | Bandera de Estados Unidos | Bob Bryan - Mike Bryan                | 63 | 6  | 6      | 6                 |   |
| 3 | Bandera de España         | Marcel Granollers - Fernando Verdasco | 7  | 4  | 4      | 4                 |   |
| 4 | Bandera de Estados Unidos | Mardy Fish                            | 5  | 63 | 7      | 65                |   |
| 4 | Bandera de España         | David Ferrer                          | 7  | 7  | 5      | 7                 |   |
| 5 | Bandera de Estados Unidos | Andy Roddick                          |    |    |        |                   |   |
| 5 | Bandera de España         | Feliciano Lopez                       |    |    |        |                   |   |

| | Bandera de Alemania | Alemania                             | 1  | 4  | Francia | Bandera de Francia |   |
| --- | ------------------- | ------------------------------------ | -- | -- | ------- | ------------------ | - |
| TC Weissenhof Stuttgart, Stuttgart, Alemania 8 al 10 de julio de 2011 |                     |                                      |    |    |         |                    |   |
| \| 1 \| \| Florian Mayer \| 6 \| 6 \| 5 \| 3 \| 3 \| \| 1 \| \| Richard Gasquet \| 4 \| 4 \| 7 \| 6 \| 6 \| \| 2 \| \| Philipp Kohlschreiber \| 63 \| 65 \| 4 \| \| \| \| 2 \| \| Gael Monfils \| 7 \| 7 \| 6 \| \| \| \| 3 \| \| Christopher Kas - Philipp Petzschner \| 64 \| 4 \| 4 \| \| \| \| 3 \| \| Michael Llodra - Jo-Wilfried Tsonga \| 7 \| 6 \| 6 \| \| \| \| 4 \| \| Philipp Petzschner \| 6 \| 6 \| \| \| \| \| 4 \| \| Michael Llodra \| 3 \| 4 \| \| \| \| \| 5 \| \| Philipp Kohlschreiber \| 63 \| 65 \| \| \| \| \| 5 \| \| Jo-Wilfried Tsonga \| 7 \| 7 \| \| \| \| |                     |                                      |    |    |         |                    |   |
| 1 | Bandera de Alemania | Florian Mayer                        | 6  | 6  | 5       | 3                  | 3 |
| 1 | Bandera de Francia  | Richard Gasquet                      | 4  | 4  | 7       | 6                  | 6 |
| 2 | Bandera de Alemania | Philipp Kohlschreiber                | 63 | 65 | 4       |                    |   |
| 2 | Bandera de Francia  | Gael Monfils                         | 7  | 7  | 6       |                    |   |
| 3 | Bandera de Alemania | Christopher Kas - Philipp Petzschner | 64 | 4  | 4       |                    |   |
| 3 | Bandera de Francia  | Michael Llodra - Jo-Wilfried Tsonga  | 7  | 6  | 6       |                    |   |
| 4 | Bandera de Alemania | Philipp Petzschner                   | 6  | 6  |         |                    |   |
| 4 | Bandera de Francia  | Michael Llodra                       | 3  | 4  |         |                    |   |
| 5 | Bandera de Alemania | Philipp Kohlschreiber                | 63 | 65 |         |                    |   |
| 5 | Bandera de Francia  | Jo-Wilfried Tsonga                   | 7  | 7  |         |                    |   |

#### Semifinales
| | Bandera de Serbia    | Serbia                           | 2  | 3  | Argentina | Bandera de Argentina |  |
| --- | -------------------- | -------------------------------- | -- | -- | --------- | -------------------- |  |
| Beogradska Arena, Belgrado, Serbia 16 al 18 de septiembre de 2011 |                      |                                  |    |    |           |                      |  |
| \| 1 \| \| Viktor Troicki \| 4 \| 6 \| 2 \| 3 \| \| \| 1 \| \| David Nalbandian \| 6 \| 4 \| 6 \| 6 \| \| \| 2 \| \| Janko Tipsarević \| 5 \| 3 \| 4 \| \| \| \| 2 \| \| Juan Martín Del Potro \| 7 \| 6 \| 6 \| \| \| \| 3 \| \| Nenad Zimonjić - Viktor Troicki \| 7 \| 6 \| 6 \| \| \| \| 3 \| \| Juan Ignacio Chela - Juan Mónaco \| 64 \| 4 \| 2 \| \| \| \| 4 \| \| Novak Djokovic \| 65 \| 0r \| \| \| \| \| 4 \| \| Juan Martín Del Potro \| 7 \| 3 \| \| \| \| \| 5 \| \| Janko Tipsarević \| 6 \| 0 \| \| \| \| \| 5 \| \| Juan Mónaco \| 2 \| 0r \| \| \| \| |                      |                                  |    |    |           |                      |  |
| 1 | Bandera de Serbia    | Viktor Troicki                   | 4  | 6  | 2         | 3                    |  |
| 1 | Bandera de Argentina | David Nalbandian                 | 6  | 4  | 6         | 6                    |  |
| 2 | Bandera de Serbia    | Janko Tipsarević                 | 5  | 3  | 4         |                      |  |
| 2 | Bandera de Argentina | Juan Martín Del Potro            | 7  | 6  | 6         |                      |  |
| 3 | Bandera de Serbia    | Nenad Zimonjić - Viktor Troicki  | 7  | 6  | 6         |                      |  |
| 3 | Bandera de Argentina | Juan Ignacio Chela - Juan Mónaco | 64 | 4  | 2         |                      |  |
| 4 | Bandera de Serbia    | Novak Djokovic                   | 65 | 0r |           |                      |  |
| 4 | Bandera de Argentina | Juan Martín Del Potro            | 7  | 3  |           |                      |  |
| 5 | Bandera de Serbia    | Janko Tipsarević                 | 6  | 0  |           |                      |  |
| 5 | Bandera de Argentina | Juan Mónaco                      | 2  | 0r |           |                      |  |

| | Bandera de España  | España                              | 4 | 1 | Francia | Bandera de Francia |  |
| --- | ------------------ | ----------------------------------- | - | - | ------- | ------------------ |  |
| Plaza de toros Los Califas, Córdoba, España 16 al 18 de septiembre de 2011 |                    |                                     |   |   |         |                    |  |
| \| 1 \| \| Rafael Nadal \| 6 \| 6 \| 6 \| \| \| \| 1 \| \| Richard Gasquet \| 3 \| 0 \| 1 \| \| \| \| 2 \| \| David Ferrer \| 6 \| 6 \| 6 \| \| \| \| 2 \| \| Gilles Simon \| 1 \| 4 \| 1 \| \| \| \| 3 \| \| Feliciano López - Fernando Verdasco \| 1 \| 2 \| 0 \| \| \| \| 3 \| \| Michaël Llodra - Jo-Wilfried Tsonga \| 6 \| 6 \| 6 \| \| \| \| 4 \| \| Rafael Nadal \| 6 \| 6 \| 6 \| \| \| \| 4 \| \| Jo-Wilfried Tsonga \| 0 \| 2 \| 4 \| \| \| \| 5 \| \| Fernando Verdasco \| 6 \| 6 \| \| \| \| \| 5 \| \| Richard Gasquet \| 2 \| 1 \| \| \| \| |                    |                                     |   |   |         |                    |  |
| 1 | Bandera de España  | Rafael Nadal                        | 6 | 6 | 6       |                    |  |
| 1 | Bandera de Francia | Richard Gasquet                     | 3 | 0 | 1       |                    |  |
| 2 | Bandera de España  | David Ferrer                        | 6 | 6 | 6       |                    |  |
| 2 | Bandera de Francia | Gilles Simon                        | 1 | 4 | 1       |                    |  |
| 3 | Bandera de España  | Feliciano López - Fernando Verdasco | 1 | 2 | 0       |                    |  |
| 3 | Bandera de Francia | Michaël Llodra - Jo-Wilfried Tsonga | 6 | 6 | 6       |                    |  |
| 4 | Bandera de España  | Rafael Nadal                        | 6 | 6 | 6       |                    |  |
| 4 | Bandera de Francia | Jo-Wilfried Tsonga                  | 0 | 2 | 4       |                    |  |
| 5 | Bandera de España  | Fernando Verdasco                   | 6 | 6 |         |                    |  |
| 5 | Bandera de Francia | Richard Gasquet                     | 2 | 1 |         |                    |  |

#### Final
| | Bandera de España    | España                              | 3             | 1             | Argentina     | Bandera de Argentina |               |
| --- | -------------------- | ----------------------------------- | ------------- | ------------- | ------------- | -------------------- | ------------- |
| Estadio de la Cartuja, Sevilla, España 2 al 4 de diciembre de 2011 |                      |                                     |               |               |               |                      |               |
| \| 1 \| \| Rafael Nadal \| 6 \| 6 \| 6 \| \| \| \| 1 \| \| Juan Mónaco \| 1 \| 1 \| 2 \| \| \| \| 2 \| \| David Ferrer \| 6 \| 62 \| 3 \| 6 \| 6 \| \| 2 \| \| Juan Martín Del Potro \| 2 \| 7 \| 6 \| 4 \| 3 \| \| 3 \| \| Feliciano López – Fernando Verdasco \| 4 \| 2 \| 3 \| \| \| \| 3 \| \| David Nalbandian – Eduardo Schwank \| 6 \| 6 \| 6 \| \| \| \| 4 \| \| Rafael Nadal \| 1 \| 6 \| 6 \| 7 \| \| \| 4 \| \| Juan Martín Del Potro \| 6 \| 4 \| 1 \| 60 \| \| \| 5 \| \| David Ferrer \| No se disputó \| No se disputó \| No se disputó \| No se disputó \| No se disputó \| \| 5 \| David Nalbandian \| \| No se disputó \| No se disputó \| No se disputó \| No se disputó \| No se disputó \| |                      |                                     |               |               |               |                      |               |
| 1 | Bandera de España    | Rafael Nadal                        | 6             | 6             | 6             |                      |               |
| 1 | Bandera de Argentina | Juan Mónaco                         | 1             | 1             | 2             |                      |               |
| 2 | Bandera de España    | David Ferrer                        | 6             | 62            | 3             | 6                    | 6             |
| 2 | Bandera de Argentina | Juan Martín Del Potro               | 2             | 7             | 6             | 4                    | 3             |
| 3 | Bandera de España    | Feliciano López – Fernando Verdasco | 4             | 2             | 3             |                      |               |
| 3 | Bandera de Argentina | David Nalbandian – Eduardo Schwank  | 6             | 6             | 6             |                      |               |
| 4 | Bandera de España    | Rafael Nadal                        | 1             | 6             | 6             | 7                    |               |
| 4 | Bandera de Argentina | Juan Martín Del Potro               | 6             | 4             | 1             | 60                   |               |
| 5 | Bandera de España    | David Ferrer                        | No se disputó | No se disputó | No se disputó | No se disputó        | No se disputó |
| 5 | Bandera de Argentina | David Nalbandian                    | No se disputó | No se disputó | No se disputó | No se disputó        | No se disputó |

| España                       |
| Campeón España Quinto título |

## Play-offs Grupo Mundial de 2012
La repesca del Grupo Mundial de 2012 de Copa Davis se disputó entre los días 16 y 18 de septiembre de 2011. El sorteo decretó los siguientes encuentros:
| | Bandera de Rumania         | Rumania                        | 0 | 5  | República Checa | Bandera de República Checa |  |
| --- | -------------------------- | ------------------------------ | - | -- | --------------- | -------------------------- |  |
| Centrul National de Tenis, Bucarest, Rumania 16 al 18 de septiembre de 2011 |                            |                                |   |    |                 |                            |  |
| \| 1 \| \| Adrian Ungur \| 3 \| 2 \| 0 \| \| \| \| 1 \| \| Radek Štěpánek \| 6 \| 6 \| 6 \| \| \| \| 2 \| \| Victor Crivoi \| 3 \| 3 \| 64 \| \| \| \| 2 \| \| Tomáš Berdych \| 6 \| 6 \| 7 \| \| \| \| 3 \| \| Marius Copil – Horia Tecau \| 6 \| 3 \| 0 \| 2 \| \| \| 3 \| \| Tomáš Berdych – Radek Štěpánek \| 3 \| 6 \| 6 \| 6 \| \| \| 4 \| \| Marius Copil \| 4 \| 62 \| \| \| \| \| 4 \| \| Lukáš Rosol \| 6 \| 7 \| \| \| \| \| 5 \| \| Victor Crivoi \| 1 \| 4 \| \| \| \| \| 5 \| \| Jan Hajek \| 6 \| 6 \| \| \| \| |                            |                                |   |    |                 |                            |  |
| 1 | Bandera de Rumania         | Adrian Ungur                   | 3 | 2  | 0               |                            |  |
| 1 | Bandera de República Checa | Radek Štěpánek                 | 6 | 6  | 6               |                            |  |
| 2 | Bandera de Rumania         | Victor Crivoi                  | 3 | 3  | 64              |                            |  |
| 2 | Bandera de República Checa | Tomáš Berdych                  | 6 | 6  | 7               |                            |  |
| 3 | Bandera de Rumania         | Marius Copil – Horia Tecau     | 6 | 3  | 0               | 2                          |  |
| 3 | Bandera de República Checa | Tomáš Berdych – Radek Štěpánek | 3 | 6  | 6               | 6                          |  |
| 4 | Bandera de Rumania         | Marius Copil                   | 4 | 62 |                 |                            |  |
| 4 | Bandera de República Checa | Lukáš Rosol                    | 6 | 7  |                 |                            |  |
| 5 | Bandera de Rumania         | Victor Crivoi                  | 1 | 4  |                 |                            |  |
| 5 | Bandera de República Checa | Jan Hajek                      | 6 | 6  |                 |                            |  |

| | Bandera de Rusia  | Rusia                           | 3 | 2  | Brasil | Bandera de Brasil |    |
| --- | ----------------- | ------------------------------- | - | -- | ------ | ----------------- | -- |
| Kazan Tennis Academy, Kazán, Rusia 16 al 18 de septiembre de 2011 |                   |                                 |   |    |        |                   |    |
| \| 1 \| \| Mijaíl Yuzhny \| 6 \| 6 \| 6 \| \| \| \| 1 \| \| Ricardo Mello \| 0 \| 2 \| 1 \| \| \| \| 2 \| \| Ígor Andréiev \| 4 \| 3 \| 3 \| \| \| \| 2 \| \| Thomaz Bellucci \| 6 \| 6 \| 6 \| \| \| \| 3 \| \| Ígor Kunitsyn – Dmitri Tursúnov \| 4 \| 5 \| 2 \| \| \| \| 3 \| \| Marcelo Melo – Bruno Soares \| 6 \| 7 \| 6 \| \| \| \| 4 \| \| Mijaíl Yuzhny \| 2 \| 6 \| 5 \| 6 \| 14 \| \| 4 \| \| Thomaz Bellucci \| 6 \| 3 \| 7 \| 4 \| 12 \| \| 5 \| \| Dmitri Tursúnov \| 6 \| 7 \| 2 \| 6 \| \| \| 5 \| \| Ricardo Mello \| 1 \| 65 \| 6 \| 3 \| \| |                   |                                 |   |    |        |                   |    |
| 1 | Bandera de Rusia  | Mijaíl Yuzhny                   | 6 | 6  | 6      |                   |    |
| 1 | Bandera de Brasil | Ricardo Mello                   | 0 | 2  | 1      |                   |    |
| 2 | Bandera de Rusia  | Ígor Andréiev                   | 4 | 3  | 3      |                   |    |
| 2 | Bandera de Brasil | Thomaz Bellucci                 | 6 | 6  | 6      |                   |    |
| 3 | Bandera de Rusia  | Ígor Kunitsyn – Dmitri Tursúnov | 4 | 5  | 2      |                   |    |
| 3 | Bandera de Brasil | Marcelo Melo – Bruno Soares     | 6 | 7  | 6      |                   |    |
| 4 | Bandera de Rusia  | Mijaíl Yuzhny                   | 2 | 6  | 5      | 6                 | 14 |
| 4 | Bandera de Brasil | Thomaz Bellucci                 | 6 | 3  | 7      | 4                 | 12 |
| 5 | Bandera de Rusia  | Dmitri Tursúnov                 | 6 | 7  | 2      | 6                 |    |
| 5 | Bandera de Brasil | Ricardo Mello                   | 1 | 65 | 6      | 3                 |    |

| | Bandera de Israel | Israel                         | 2  | 3  | Canadá | Bandera de Canadá |   |
| --- | ----------------- | ------------------------------ | -- | -- | ------ | ----------------- | - |
| Canada Stadium, Ramat Hasharon, Israel 16 al 18 de septiembre de 2011 |                   |                                |    |    |        |                   |   |
| \| 1 \| \| Dudi Sela \| 64 \| 7 \| 1 \| 7 \| 3 \| \| 1 \| \| Vasek Pospisil \| 7 \| 6 \| 6 \| 62 \| 6 \| \| 2 \| \| Amir Weintraub \| 5 \| 7 \| 6 \| 6 \| \| \| 2 \| \| Milos Raonic \| 7 \| 5 \| 3 \| 1 \| \| \| 3 \| \| Jonathan Erlich – Andy Ram \| 6 \| 3 \| 4 \| 4 \| \| \| 3 \| \| Daniel Nestor – Vasek Pospisil \| 4 \| 6 \| 6 \| 6 \| \| \| 4 \| \| Dudi Sela \| 6 \| 6 \| 6 \| \| \| \| 4 \| \| Peter Polansky \| 3 \| 3 \| 3 \| \| \| \| 5 \| \| Amir Weintraub \| 2 \| 63 \| 4 \| \| \| \| 5 \| \| Vasek Pospisil \| 6 \| 7 \| 6 \| \| \| |                   |                                |    |    |        |                   |   |
| 1 | Bandera de Israel | Dudi Sela                      | 64 | 7  | 1      | 7                 | 3 |
| 1 | Bandera de Canadá | Vasek Pospisil                 | 7  | 6  | 6      | 62                | 6 |
| 2 | Bandera de Israel | Amir Weintraub                 | 5  | 7  | 6      | 6                 |   |
| 2 | Bandera de Canadá | Milos Raonic                   | 7  | 5  | 3      | 1                 |   |
| 3 | Bandera de Israel | Jonathan Erlich – Andy Ram     | 6  | 3  | 4      | 4                 |   |
| 3 | Bandera de Canadá | Daniel Nestor – Vasek Pospisil | 4  | 6  | 6      | 6                 |   |
| 4 | Bandera de Israel | Dudi Sela                      | 6  | 6  | 6      |                   |   |
| 4 | Bandera de Canadá | Peter Polansky                 | 3  | 3  | 3      |                   |   |
| 5 | Bandera de Israel | Amir Weintraub                 | 2  | 63 | 4      |                   |   |
| 5 | Bandera de Canadá | Vasek Pospisil                 | 6  | 7  | 6      |                   |   |

| | Bandera de Sudáfrica | Sudáfrica                     | 1  | 4 | Croacia | Bandera de Croacia |  |
| --- | -------------------- | ----------------------------- | -- | - | ------- | ------------------ |  |
| Fanie Du Toit Sports Stadium, Potchefstroom, Sudáfrica 16 al 18 de septiembre de 2011 |                      |                               |    |   |         |                    |  |
| \| 1 \| \| Kevin Anderson \| 6 \| 6 \| 3 \| 7 \| \| \| 1 \| \| Ivan Dodig \| 3 \| 4 \| 6 \| 65 \| \| \| 2 \| \| Izak Van Der Merwe \| 0 \| 0 \| 0r \| \| \| \| 2 \| \| Marin Čilić \| 6 \| 6 \| 0 \| \| \| \| 3 \| \| Kevin Anderson – Rik De Voest \| 2 \| 4 \| 6 \| 1 \| \| \| 3 \| \| Ivan Dodig – Marin Čilić \| 6 \| 6 \| 3 \| 6 \| \| \| 4 \| \| Rik De Voest \| 4 \| 2 \| 4 \| \| \| \| 4 \| \| Marin Čilić \| 6 \| 6 \| 6 \| \| \| \| 5 \| \| Raven Klaasen \| 62 \| 1 \| \| \| \| \| 5 \| \| Nikola Mektic \| 7 \| 6 \| \| \| \| |                      |                               |    |   |         |                    |  |
| 1 | Bandera de Sudáfrica | Kevin Anderson                | 6  | 6 | 3       | 7                  |  |
| 1 | Bandera de Croacia   | Ivan Dodig                    | 3  | 4 | 6       | 65                 |  |
| 2 | Bandera de Sudáfrica | Izak Van Der Merwe            | 0  | 0 | 0r      |                    |  |
| 2 | Bandera de Croacia   | Marin Čilić                   | 6  | 6 | 0       |                    |  |
| 3 | Bandera de Sudáfrica | Kevin Anderson – Rik De Voest | 2  | 4 | 6       | 1                  |  |
| 3 | Bandera de Croacia   | Ivan Dodig – Marin Čilić      | 6  | 6 | 3       | 6                  |  |
| 4 | Bandera de Sudáfrica | Rik De Voest                  | 4  | 2 | 4       |                    |  |
| 4 | Bandera de Croacia   | Marin Čilić                   | 6  | 6 | 6       |                    |  |
| 5 | Bandera de Sudáfrica | Raven Klaasen                 | 62 | 1 |         |                    |  |
| 5 | Bandera de Croacia   | Nikola Mektic                 | 7  | 6 |         |                    |  |

| | Bandera de Chile  | Chile                          | 1  | 4 | Italia | Bandera de Italia |  |
| --- | ----------------- | ------------------------------ | -- | - | ------ | ----------------- |  |
| Estadio Nacional, Santiago, Chile 16 al 18 de septiembre de 2011 |                   |                                |    |   |        |                   |  |
| \| 1 \| \| Paul Capdeville \| 3 \| 3 \| 6 \| 65 \| \| \| 1 \| \| Potito Starace \| 6 \| 6 \| 2 \| 7 \| \| \| 2 \| \| Fernando González \| 2 \| 6 \| 1r \| \| \| \| 2 \| \| Fabio Fognini \| 6 \| 4 \| 2 \| \| \| \| 3 \| \| Jorge Aguilar – Nicolás Massú \| 4 \| 4 \| 4 \| \| \| \| 3 \| \| Fabio Fognini – Simone Bolelli \| 6 \| 6 \| 6 \| \| \| \| 4 \| \| Paul Capdeville \| 7 \| 6 \| \| \| \| \| 4 \| \| Simone Bolelli \| 63 \| 2 \| \| \| \| \| 5 \| \| Nicolás Massú \| 3r \| \| \| \| \| \| 5 \| \| Potito Starace \| 4 \| \| \| \| \| |                   |                                |    |   |        |                   |  |
| 1 | Bandera de Chile  | Paul Capdeville                | 3  | 3 | 6      | 65                |  |
| 1 | Bandera de Italia | Potito Starace                 | 6  | 6 | 2      | 7                 |  |
| 2 | Bandera de Chile  | Fernando González              | 2  | 6 | 1r     |                   |  |
| 2 | Bandera de Italia | Fabio Fognini                  | 6  | 4 | 2      |                   |  |
| 3 | Bandera de Chile  | Jorge Aguilar – Nicolás Massú  | 4  | 4 | 4      |                   |  |
| 3 | Bandera de Italia | Fabio Fognini – Simone Bolelli | 6  | 6 | 6      |                   |  |
| 4 | Bandera de Chile  | Paul Capdeville                | 7  | 6 |        |                   |  |
| 4 | Bandera de Italia | Simone Bolelli                 | 63 | 2 |        |                   |  |
| 5 | Bandera de Chile  | Nicolás Massú                  | 3r |   |        |                   |  |
| 5 | Bandera de Italia | Potito Starace                 | 4  |   |        |                   |  |

| | Bandera de Japón    | Japón                           | 4  | 1 | India | Bandera de la India |  |
| --- | ------------------- | ------------------------------- | -- | - | ----- | ------------------- |  |
| Ariake Coliseum, Tokio, Japón 16 al 18 de septiembre de 2011 |                     |                                 |    |   |       |                     |  |
| \| 1 \| \| Yuichi Sugita \| 6 \| 6 \| 7 \| \| \| \| 1 \| \| Somdev Devvarman \| 3 \| 4 \| 5 \| \| \| \| 2 \| \| Kei Nishikori \| 6 \| 6 \| 6 \| \| \| \| 2 \| \| Rohan Bopanna \| 3 \| 2 \| 2 \| \| \| \| 3 \| \| Kei Nishikori – Go Soeda \| 5 \| 6 \| 3 \| 64 \| \| \| 3 \| \| Rohan Bopanna – Mahesh Bhupathi \| 7 \| 3 \| 6 \| 7 \| \| \| 4 \| \| Kei Nishikori \| 7 \| 6 \| 6 \| \| \| \| 4 \| \| Vishnu Vardhan \| 5 \| 3 \| 3 \| \| \| \| 5 \| \| Go Soeda \| 4 \| \| \| \| \| \| 5 \| \| Rohan Bopanna \| 5r \| \| \| \| \| |                     |                                 |    |   |       |                     |  |
| 1 | Bandera de Japón    | Yuichi Sugita                   | 6  | 6 | 7     |                     |  |
| 1 | Bandera de la India | Somdev Devvarman                | 3  | 4 | 5     |                     |  |
| 2 | Bandera de Japón    | Kei Nishikori                   | 6  | 6 | 6     |                     |  |
| 2 | Bandera de la India | Rohan Bopanna                   | 3  | 2 | 2     |                     |  |
| 3 | Bandera de Japón    | Kei Nishikori – Go Soeda        | 5  | 6 | 3     | 64                  |  |
| 3 | Bandera de la India | Rohan Bopanna – Mahesh Bhupathi | 7  | 3 | 6     | 7                   |  |
| 4 | Bandera de Japón    | Kei Nishikori                   | 7  | 6 | 6     |                     |  |
| 4 | Bandera de la India | Vishnu Vardhan                  | 5  | 3 | 3     |                     |  |
| 5 | Bandera de Japón    | Go Soeda                        | 4  |   |       |                     |  |
| 5 | Bandera de la India | Rohan Bopanna                   | 5r |   |       |                     |  |

| | Bandera de Bélgica | Bélgica                          | 1  | 4  | Austria | Bandera de Austria |  |
| --- | ------------------ | -------------------------------- | -- | -- | ------- | ------------------ |  |
| Lotto Arena, Amberes, Bélgica 16 al 18 de septiembre de 2011 |                    |                                  |    |    |         |                    |  |
| \| 1 \| \| Xavier Malisse \| 4 \| 4 \| 5 \| \| \| \| 1 \| \| Andreas Haider-Maurer \| 6 \| 6 \| 7 \| \| \| \| 2 \| \| Steve Darcis \| 7 \| 64 \| 6 \| 6 \| \| \| 2 \| \| Jurgen Melzer \| 63 \| 7 \| 4 \| 3 \| \| \| 3 \| \| Ruben Bemelmans - Olivier Rochus \| 6 \| 3 \| 4 \| 4 \| \| \| 3 \| \| Oliver Marach – Alexander Peya \| 4 \| 6 \| 6 \| 6 \| \| \| 4 \| \| Olivier Rochus \| 4 \| 4 \| 3 \| \| \| \| 4 \| \| Jurgen Melzer \| 6 \| 6 \| 6 \| \| \| \| 5 \| \| Ruben Bemelmans \| 4 \| 3 \| \| \| \| \| 5 \| \| Alexander Peya \| 6 \| 6 \| \| \| \| |                    |                                  |    |    |         |                    |  |
| 1 | Bandera de Bélgica | Xavier Malisse                   | 4  | 4  | 5       |                    |  |
| 1 | Bandera de Austria | Andreas Haider-Maurer            | 6  | 6  | 7       |                    |  |
| 2 | Bandera de Bélgica | Steve Darcis                     | 7  | 64 | 6       | 6                  |  |
| 2 | Bandera de Austria | Jurgen Melzer                    | 63 | 7  | 4       | 3                  |  |
| 3 | Bandera de Bélgica | Ruben Bemelmans - Olivier Rochus | 6  | 3  | 4       | 4                  |  |
| 3 | Bandera de Austria | Oliver Marach – Alexander Peya   | 4  | 6  | 6       | 6                  |  |
| 4 | Bandera de Bélgica | Olivier Rochus                   | 4  | 4  | 3       |                    |  |
| 4 | Bandera de Austria | Jurgen Melzer                    | 6  | 6  | 6       |                    |  |
| 5 | Bandera de Bélgica | Ruben Bemelmans                  | 4  | 3  |         |                    |  |
| 5 | Bandera de Austria | Alexander Peya                   | 6  | 6  |         |                    |  |

| | Bandera de Australia | Australia                          | 2 | 3  | Suiza | Bandera de Suiza |   |
| --- | -------------------- | ---------------------------------- | - | -- | ----- | ---------------- | - |
| Royal Sídney Golf Club, Sídney, Australia 16 al 19 de septiembre de 2011 |                      |                                    |   |    |       |                  |   |
| \| 1 \| \| Bernard Tomic \| 4 \| 6 \| 6 \| 6 \| \| \| 1 \| \| Stanislas Wawrinka \| 6 \| 4 \| 3 \| 3 \| \| \| 2 \| \| Lleyton Hewitt \| 7 \| 65 \| 2 \| 3 \| \| \| 2 \| \| Roger Federer \| 5 \| 7 \| 6 \| 6 \| \| \| 3 \| \| Chris Guccione – Lleyton Hewitt \| 2 \| 6 \| 6 \| 7 \| \| \| 3 \| \| Roger Federer – Stanislas Wawrinka \| 6 \| 4 \| 2 \| 65 \| \| \| 4 \| \| Bernard Tomic \| 2 \| 5 \| 6 \| 3 \| \| \| 4 \| \| Roger Federer \| 6 \| 7 \| 3 \| 6 \| \| \| 5 \| \| Lleyton Hewitt \| 6 \| 4 \| 7 \| 4 \| 3 \| \| 5 \| \| Stanislas Wawrinka \| 4 \| 6 \| 67 \| 6 \| 6 \| |                      |                                    |   |    |       |                  |   |
| 1 | Bandera de Australia | Bernard Tomic                      | 4 | 6  | 6     | 6                |   |
| 1 | Bandera de Suiza     | Stanislas Wawrinka                 | 6 | 4  | 3     | 3                |   |
| 2 | Bandera de Australia | Lleyton Hewitt                     | 7 | 65 | 2     | 3                |   |
| 2 | Bandera de Suiza     | Roger Federer                      | 5 | 7  | 6     | 6                |   |
| 3 | Bandera de Australia | Chris Guccione – Lleyton Hewitt    | 2 | 6  | 6     | 7                |   |
| 3 | Bandera de Suiza     | Roger Federer – Stanislas Wawrinka | 6 | 4  | 2     | 65               |   |
| 4 | Bandera de Australia | Bernard Tomic                      | 2 | 5  | 6     | 3                |   |
| 4 | Bandera de Suiza     | Roger Federer                      | 6 | 7  | 3     | 6                |   |
| 5 | Bandera de Australia | Lleyton Hewitt                     | 6 | 4  | 7     | 4                | 3 |
| 5 | Bandera de Suiza     | Stanislas Wawrinka                 | 4 | 6  | 67    | 6                | 6 |

## Grupos regionales

### América
| Zona americana | Zona americana                       | Zona americana | Zona americana            | Zona americana | Zona americana | Zona americana        | Zona americana | Zona americana |
| Grupo 1        | Brasil (CS)                          | Ecuador (CS)   | Uruguay                   | México         | Canadá         | Colombia              | -              | -              |
| Grupo 2        | Paraguay (CS)                        | Perú (CS)      | República Dominicana (CS) | Venezuela (CS) | El Salvador    | Antillas Neerlandesas | Puerto Rico    | Haití          |
| Grupo 3        | Bolivia                              | Guatemala      | Bahamas                   | Jamaica        | Costa Rica     | Barbados              | Honduras       | Aruba          |
| Grupo 4        | Islas Vírgenes de los Estados Unidos | Panamá         | Trinidad y Tobago         | Aruba          | Bermudas       | Cuba                  | -              | -              |
| -------------- | ------------------------------------ | -------------- | ------------------------- | -------------- | -------------- | --------------------- | -------------- | -------------- |

### AsiayOceanía
| Zona asiática | Zona asiática  | Zona asiática   | Zona asiática  | Zona asiática      | Zona asiática | Zona asiática | Zona asiática   | Zona asiática          |
| Grupo 1       | Australia(CS)  | Uzbekistán (CS) | Filipinas      | China              | China Taipéi  | Nueva Zelanda | Japón           | -                      |
| Grupo 2       | Tailandia (CS) | Indonesia (CS)  | Pakistán (CS)' | Corea del Sur (CS) | Irán          | Hong Kong     | Océano Pacífico | Siria                  |
| Grupo 3       | Malasia        | Sri Lanka       | Kuwait         | Líbano             | Birmania      | Omán          | Vietnam         | Emiratos Árabes Unidos |
| Grupo 4       | Baréin         | Bangladés       | Catar          | Singapur           | Jordania      | Kirguistán    | Turkmenistán    | Irak                   |
| ------------- | -------------- | --------------- | -------------- | ------------------ | ------------- | ------------- | --------------- | ---------------------- |

### EuropayÁfrica
| Zona europea y africana | Zona europea y africana | Zona europea y africana | Zona europea y africana | Zona europea y africana | Zona europea y africana | Zona europea y africana | Zona europea y africana | Zona europea y africana |
| ----------------------- | ----------------------- | ----------------------- | ----------------------- | ----------------------- | ----------------------- | ----------------------- | ----------------------- | ----------------------- |
| Grupo 1                 | Israel                  | Sudáfrica               | Italia                  | Suiza                   | Polonia                 | Eslovaquia              | Eslovenia               | Portugal                |
| Grupo 1                 | Países Bajos            | Ucrania                 | Finlandia               | -                       | -                       | -                       | -                       | -                       |
| Grupo 2                 | Bielorrusia             | Bosnia y Herzegovina    | Mónaco                  | Gran Bretaña            | Lituania                | Letonia                 | Chipre                  | Irlanda                 |
| Grupo 2                 | Marruecos               | Túnez                   | Grecia                  | Luxemburgo              | Bulgaria                | Estonia                 | Hungría                 | Dinamarca               |
| Grupo 3 (Europa)        | Turquía                 | Noruega                 | Macedonia               | Albania                 | Andorra                 | Armenia                 | Islandia                | Georgia                 |
| Grupo 3 (Europa)        | Moldavia                | Montenegro              | San Marino              | Malta                   | Azerbaiyán              | -                       | -                       | -                       |
| Grupo 3 (África)        | Argelia                 | Benín                   | Gabón                   | Camerún                 | Congo                   | Costa de Marfil         | Egipto                  | Ghana                   |
| Grupo 3 (África)        | Kenia                   | Madagascar              | Nigeria                 | Ruanda                  | Zimbabue                | Zambia                  | -                       | -                       |

- En cursiva todos los equipos que están preseleccionados por el ranking que entrega la página oficial.